# Ольбрахциці-Великі
Ольбрахциці-Великі (пол. Olbrachcice Wielkie, нім. Groß Olbersdorf) — село в Польщі, у гміні Зомбковиці-Шльонські Зомбковицького повіту Нижньосілезького воєводства.
Населення — 643 особи (2011).
У 1975-1998 роках село належало до Валбжиського воєводства.

## Демографія
Демографічна структура станом на 31 березня 2011 року:
|          | Загалом | Допрацездатний вік | Працездатний вік | Постпрацездатний вік |
| -------- | ------- | ------------------ | ---------------- | -------------------- |
| Чоловіки | 330     | 51                 | 243              | 36                   |
| Жінки    | 313     | 54                 | 185              | 74                   |
| Разом    | 643     | 105                | 428              | 110                  |